# 乳房下皱襞
乳房下皱襞（英語：Inframammary fold，inframammary crease，inframammary line，inframammary ligament，簡稱 IMF），是人體乳房下方和胸廓連接之處，以美容學的觀點，乳房下皱襞是乳房美感中很重要的一部份，在一些乳房手術中需列入考慮。
在組織學的觀點，乳房下皱襞是固有的皮膚組織，由規則排列的膠原蛋白組成，由特定的淺筋膜系統支撐。乳房下皱襞就在當淺筋膜和乳房的筋膜系統交界的地方。
支持乳房下皺襞韌帶學說觀點的學者們，認為乳房下皺襞的形成，主要是因為局部的韌帶結構導致的，而非韌帶學說派的學者則認為此纖維組織不符合韌帶的定義，不屬於韌帶組織。

## 重建手術
使用自體脂肪填充，進行乳房體再造的患者，容易發生乳房基底部過寬的現象，IMF會變淺或消失，造成扇形外觀，存在着自然度欠佳的缺點。有臨床研究就使用了星狀皮瓣結合乳房真皮脂肪瓣法再造乳頭，並且聯合抽吸成型術，進行IMF重建手術，結果發現再造乳房的美觀度達到最佳，沒有發生顯著的併發症，可以獲得較好的臨床治療效果。